# Per Molander
Per Molander (* 19. Oktober 1950) ist ein schwedischer Politik-Berater und -Analyst und Autor. Es forscht und publiziert zu Verteilungsfragen.

## Leben
Molander studierte nach dem Abitur an der Sorbonne (1968/69 französische Literatur- und Kulturgeschichte) und Mathematik und Literaturwissenschaft an der Universität Lund mit dem Bachelor-Abschluss 1972. Er erwarb 1973 einen Lizenziatsabschluss in angewandter Physik. Seinen Wehrdienst leistete er 1973/74 als Übersetzer und Dolmetscher für Russisch. 1979 wurde er an der Technischen Universität Lund in angewandter Mathematik promoviert. Davor war er 1977/78 mit einem Forschungsstipendium an der Universität Groningen. 1980 bis 1988 war er Systemanalytiker beim nationalen schwedischen Verteidigungs-Forschungsinstitut. 1988/89 war er Chefanalytiker einer parlamentarischen Arbeitsgruppe zur Nahrungsversorgung (Landwirtschaftspolitik). Er arbeitete in den 1990er Jahren für die schwedische Regierung als Berater an Reformen in der Wohlfahrts- und Haushaltspolitik sowie der Umweltpolitik. Er war Berater für die Weltbank, den IWF, die Europäische Kommission und weitere Institutionen. 1997 bis 2002 war er Forschungsleiter beim Studieförbundet Näringsliv och Samhälle (Forschungsverbund Wirtschaft und Gesellschaft). 2006 bis 2009 war er Vizepräsident von Transparency International in Schweden. Per Molander gründete 2009 die „Inspektion für Sozialversicherungen“ (Inspektionen för socialförsäkringen) der schwedischen Regierung und war bis 2015 deren Generaldirektor.
Seit 2013 ist er Mitglied der Königlich Schwedischen Akademie der Wissenschaften.

## Werk
Molander verfasste in Schweden mehrere Bücher über politische Fragen für breiteres Publikum.
Angeregt durch die Theorie des Nash-Gleichgewichts, auf die er bei seinem Studium stieß, befasste er sich mit dem Phänomen der Ungleichheit in der Gesellschaft. Er sieht darin eine Begründung dafür, dass häufig in Gesellschaften „Stärkere stärker, Schwächere schwächer, Reiche reicher, Arme ärmer“ (Susanne Mauthner-Weber) werden.
Analytisch und realpolitisch befasst sich Molander mit konkreten Fragen der Verteilungsgerechtigkeit, wie, weshalb in keiner Gesellschaft absolute Gleichheit herrscht? Warum in den meisten OECD-Ländern die Einkommensunterschiede wachsen? Wie lässt sich mehr gesellschaftliche Gleichheit herstellen?
Molander sieht in dem einfachen, selbstverstärkenden Effekt, nachdem Ungleichheit, immer größere Ungleichheiten produziert den Haupthinderungsgrund für gerechte Gesellschaften. Gleichmächtige Parteien teilen ein verfügbares Gut in den allermeisten Fällen in gleiche Teile auf; während bei einer Konstellation, in der eine Partei weniger Macht hat, die schwächere Partei mit weniger als der Hälfte aus der Verhandlung geht. Dieser Mechanismus gilt nach Molander auch in einer Marktwirtschaft. Er sieht in sozialdemokratisch geprägten Gesellschaften und seine Ansicht nach deshalb gerechteren, die stabileren Gesellschaftsformen.

## Bücher
- Condorcets Irrtum. Warum nur ein starker Staat die Demokratie retten kann. Westend Verlag, Frankfurt am Main 2021.
- The Anatomy of Inequality: Its Social and Economic Origins- and Solutions. 2016
  - Die Anatomie der Ungleichheit: Woher sie kommt und wie wir sie beherrschen können. Frankfurt: Westend-Verlag 2017. Deutsch von Jörg Scherzer. ISBN 978-3-86489-184-7.
- Fiscal federalism in unitary states, ZEI Studies in European Economics and Law, Springer 2004.